# Боярщина (Титовщинское сельское поселение)
Боярщина — деревня в Демидовском районе Смоленской области России. Входит в состав Титовщинского сельского поселения. Население — 15 жителей (2007 год). 
Расположена в северо-западной части области в 1 км к югу от Демидова, в 4 км восточнее автодороги Р133 Смоленск — Невель, на берегу реки Каспля. В 43 км южнее деревни расположена железнодорожная станция Поселковая на линии Смоленск — Витебск. 

## История
В годы Великой Отечественной войны деревня была оккупирована гитлеровскими войсками в июле 1941 года, освобождена в сентябре 1943 года.